# 美空ひばり物語
『美空ひばり物語』（みそらひばりものがたり）は、1989年12月30日にTBSテレビ系で放送されたテレビドラマ。

## 概要
上前淳一郎の小説「イカロスの翼」を原作に、歌手・美空ひばりのを半生を描いた特別ドラマ。
番組中では子役オーディションの様子やドラマのメイキング映像、ひばり役の岸本加世子のインタビュー映像なども放送された。

### 製作
この作品は、ひばりが生前唯一ドラマ化を許可したものである。
脚本担当の佐伯俊道は1983年に脚本家デビューしたばかりで、そんな中、上前の「イカロスの翼」に出会った。小説の内容に感銘を受けた佐伯は上前に頼み込んで原作権を取得し、自ら企画書を書いてひばりサイドにドラマ化を打診したところ、「そんな暗い話が成立するの？まともにやりたい人はいないと思うからどうぞやってちょうだい」との返答を得た。その後、ドラマの企画を各映画会社及び各TV局に持ち込んだが、視聴率や予算の問題から悉く断られた。
1989年6月24日にひばりが亡くなり、各TV局は歌番組やワイドショーなどでひばりの特集を組み、ひばりの生涯をドラマ化する企画を始動させるが、ひばりサイドが生前に映像化を許可していたのは、佐伯が提出していた上前の「イカロスの翼」のドラマ化の企画だけだった。
これにより、各局が次々と高額の製作費を用意してドラマ化を持ち掛けた結果、一番高値を提示したTBSと組んでドラマ製作にこぎつけた。

## 放送時間
- 土曜19:00 - 22:54（JST）
  - 19:00の『まんが日本昔ばなし』（毎日放送制作）、19:30の『クイズダービー』、20:00の『加トちゃんケンちゃんごきげんテレビ』、21:00の『日立 世界・ふしぎ発見!』、22:02の『土曜ドラマスペシャル』は、全て休止（本作は『土曜ドラマスペシャル』枠外で放送）。

## キャスト
- ：岸本加世子

- ：森田健作

- ：哀川翔
- ：布川敏和
- ：嶋大輔
- ：西川弘志

- ：陣内孝則

- ：小林幸子

- ：楠野紋子（子役）

- ：掛田誠
- ：玉井千鶴
- ：小沢一義
- ：沢田浩二
- ：藤沢かずよし
- ：山本緑
- ：佐藤法義
- ：渡部るみ
- ：美輪明子
- ：石野真美
- ：松岡ちさと
- ：船田めぐみ
- ：高山亜希子
- ：野坂きいち
- ：須賀良
- ：根上忠

- ：賀来千香子
- ：有森也実

- ：五月みどり
- ：由利徹
- ：今いくよくるよ
- ：コロッケ

- ：小野ヤスシ
- ：清水アキラ
- ：睦五朗
- ：大和田伸也

- ：橋爪淳
- ：星真理
- ：中島唱子

- ：船村渚子
- ：篠原大作
- ：相馬剛三
- ：小山昌幸
- ：白石光一
- ：中塚康介
- ：美角優介
- ：原島達也
- ：緑川政博
- ：北原まどか
- ：深谷徹
- ：三重街恒二
- ：西川亘
- ：亀山達也
- ：入江正徳
- ：清水照夫

- ：五木ひろし（特別出演）

- ：白石貴綱
- ：綿道夫
- ：大浦真二
- ：大石かおり
- ：畑中猛重
- ：新垣あや
- ：内藤達也
- ：鈴木雅人
- ：野口寛
- ：池内康祐
- ：湯原貴氏
- ：東條賢
- ：板倉竜馬
- ：森田洸輔
- ：紺野ゆかり
- ：下島裕司

- ：京本政樹
- ：栗田貫一
- ：青山孝
- ：長倉大介

- ：松居直美
- ：芹沢直美
- ：結城めぐみ
- ：唐沢民賢
- ：久野四郎

- ：穂積隆信
- ：南利明
- ：中田博久
- ：水島裕子
- ：上月左知子

- ：永島暎子
- ：清水ミチコ
- ：佐野アツ子
- ：洞口依子

- ：水島涼太
- ：太田悦史
- ：高山成夫
- ：音周作
- ：上野淳
- ：木村修
- ：横山あきお
- ：佐川二郎
- ：高月忠
- ：泉福之助
- ：白岩久尚
- ：白井晃
- ：徳田雅之
- ：山田光一
- ：志賀晶
- ：山浦栄

- ：あおい輝彦
- ：吉行和子

- ：ハナ肇

- ：米倉斉加年

- ：ビートたけし

- ：夏八木勲

- ：山城新伍（特別出演）

- ：田村高廣（特別出演）

- ：樹木希林

## スタッフ
- 企画：元村武（G・カンパニー）、長良じゅん（廣済堂プロダクション）、樋口祐三（TBS）

- プロデューサー：横山和幸、進藤貴美男、片島謙二（TBS）

- 原作：上前淳一郎「イカロスの翼」（文春文庫）より

- 脚本：佐伯俊道、伊藤俊也

- 音楽：菊池俊輔

- 撮影：澤之井喜好

- 美術：北川弘

- 照明：米田俊一

- VE：小田切徹

- 録音：熊谷良兵衛

- 編集：只野信也

- 監督補：岡田敏夫

- 助監督：伊藤一男

- 進行主任：松本洋二

- プロデューサー補：吉田力

- 製作担当：山田光男

- エンディングテーマ曲：「川の流れのように」
  - 作詞：秋元康
  - 作曲：見岳章
  - 歌：美空ひばり

- 記録：勝原繁子
- 実景撮影：勝倉米明
- 撮影効果：加藤勝
- 音響効果：原尚
- 装置：杉本喜作
- 装飾：田畑照政（東京美工）
- 背景：植田義明
- スタイリスト：青木節子
- 衣裳：小林正光（東京衣裳）、大木富士子
- 美粧：山崎二三子（アートメイク・トキ）
- 結髪：坂本静香（細野かつら）
- ヘアー：谷口愛子
- 日舞振付・指導：花柳輔喜久、花柳知蔵
- 洋舞振付・指導：新井重美
- ダンス指導：斉藤昭利
- ピアノ指導：橋本賀代子
- 擬斗：岡田勝
- 演技事務：須藤芳雄

- 助監督：高野敏幸、砂川浩二、松下進
- 撮影効果助手：小野崎良雄
- 撮影助手：沢野晃、管和宏
- 照明助手：落合文雄、降矢一郎、駒沢義之
- 録音助手：神川朗、笠原秀樹
- 音響効果助手：真道正樹
- 美術補：平賀俊一
- 美術助手：室岡秀信
- 装飾助手：岩井健志、柳沢武、箱田憲司
- セット付：伊藤三夫
- 編集助手：金沢妃呂子
- 音楽事務：新井明美
- 進行助手：中村桂三

- 番組宣伝：広瀬隆一（TBS）、河野裕之（TBS）

- スチール：加藤徹（TBS）、阿部昌弘

- 協力：加藤和也、田岡満、嘉山登一郎、日本コロムビア株式会社

- 企画協力：川内康範

- 技術協力：オーエイギャザリング

- VTR編集：共同テレビジョン、ビデオ編集センター

- 美術協力：東映美術センター

- 撮影協力：新宿コマ劇場、東京宝塚劇場、熱海 赤根、要町病院、株式会社　オフィス・ヤマカワ、株式会社斉藤商会、ギター木村好夫、共立薬科大学、銀座銀馬車、順天堂大学医学部附属順天堂医院、ホテルエドモント、美空ひばり後援会、明治記念館

- 衣裳協力：鈴乃屋、株式会社サントロン、ハナムラ、LES HALLES、BARREAUX、小杉産業株式会社、セピロシステムズ（東京花菱）、ジョリエス、SEULEMENTpourVOUS、practice of silence by H OGUCHI、yin & yang、A・A・Z ART AURY ZONE、青木デザインルーム

- 監督：伊藤俊也

- 製作協力：東映東京撮影所

- 製作：G・カンパニー、廣済堂プロダクション、TBS[2]